# Lioheterophis iheringi
Lioheterophis iheringi — вид змій родини полозових (Colubridae). Ендемік Бразилії. Вид названий на честь німецького зоолога Германа фон Іхерінга. Це єдиний представник монотипового роду Lioheterophis.

## Поширення й екологія
Lioheterophis iheringi відомі з типової місцевості, розташованої в муніципалітеті Кампіна-Гранде в штаті Параїба. Вони живуть у сухих чагарниках каатинги. Відкладають яйця.